# Ilija Drmić
Ilija Drmić (Dobrići, Tomislavgrad 1. listopada 1954.) je hrvatski i bosanskohercegovački katolički svećenik, novinar i pjesnik. 

## Životopis
Pučku školu završio je u rodnom mjestu i Prisoju, gimnaziju u Zagrebu, teologiju u Sarajevu (1977. – 1982.) i Zagrebu kao postdiplomac (1989. – 1991.). Kao vojnik, 1975. godine, osuđen je na petnaest mjeseci strogog zatvora. Hrvatski jezik i književnost studirao u Sarajevu i Zagrebu gdje je diplomirao (1986. – 1992.). Župnik je u Viru, a svoje književne uradke objavljuje u katoličkom tisku.

## Djela
- Pogled u nebo (pjesme, 1974.)
- Župa Grabovica (monografija, 1981.)
- Odgojem obnova (1983.)
- Hercegovino moja, nepokorena (reportaže, 1998.)
- Putopisna darovnica (reportaže, 1998.)
- Pobijediti rat (reportaže, 2000.)